# Sistema hoplítico
La organización de la guerra en la Antigua Grecia derivada del nuevo sistema hoplítico se basaba en el combate cerrado y la formación compacta.
Tirteo describe así el combate de una formación cerrada de hoplitas: 

Los que se atreven en fila cerrada a luchar cuerpo a cuerpo y a avanzar en vanguardia, en menor número mueren y salvan a quienes les siguen. Los que tiemblan se quedan sin nada de honra. Nadie acabaría de relatar uno a uno los daños que a un hombre le asaltan si sufre la infamia. Pues es agradable herir por detrás de un lanzazo al enemigo que escapa a la fiera refriega; y es despreciable el cadáver que yace en el polvo, atravesado en la espalda por punta de lanza trasera. Así que todo el mundo se afiance en sus pies, y se hinque en el suelo, mordiendo con los dientes el labio, cubriéndose los muslos, el pecho y los hombros con el vientre anchuroso del escudo redondo. Y en la mano derecha agite su lanza tremenda, y mueva su fiero penacho en lo alto del casco. Adiéstrese en combates cumpliendo feroces hazañas, y no se quede, pues tiene su escudo, remoto a las flechas. Id todos cuerpo a cuerpo, con la larga lanza o la espada herid y acabad con el fiero enemigo. Poniendo pie junto a pie, apretando escudo contra escudo, penacho junto a penacho y casco contra casco, acercad pecho a pecho y luchad contra el contrario, manejando el puño de la espada o la larga lanza. Frag. 11

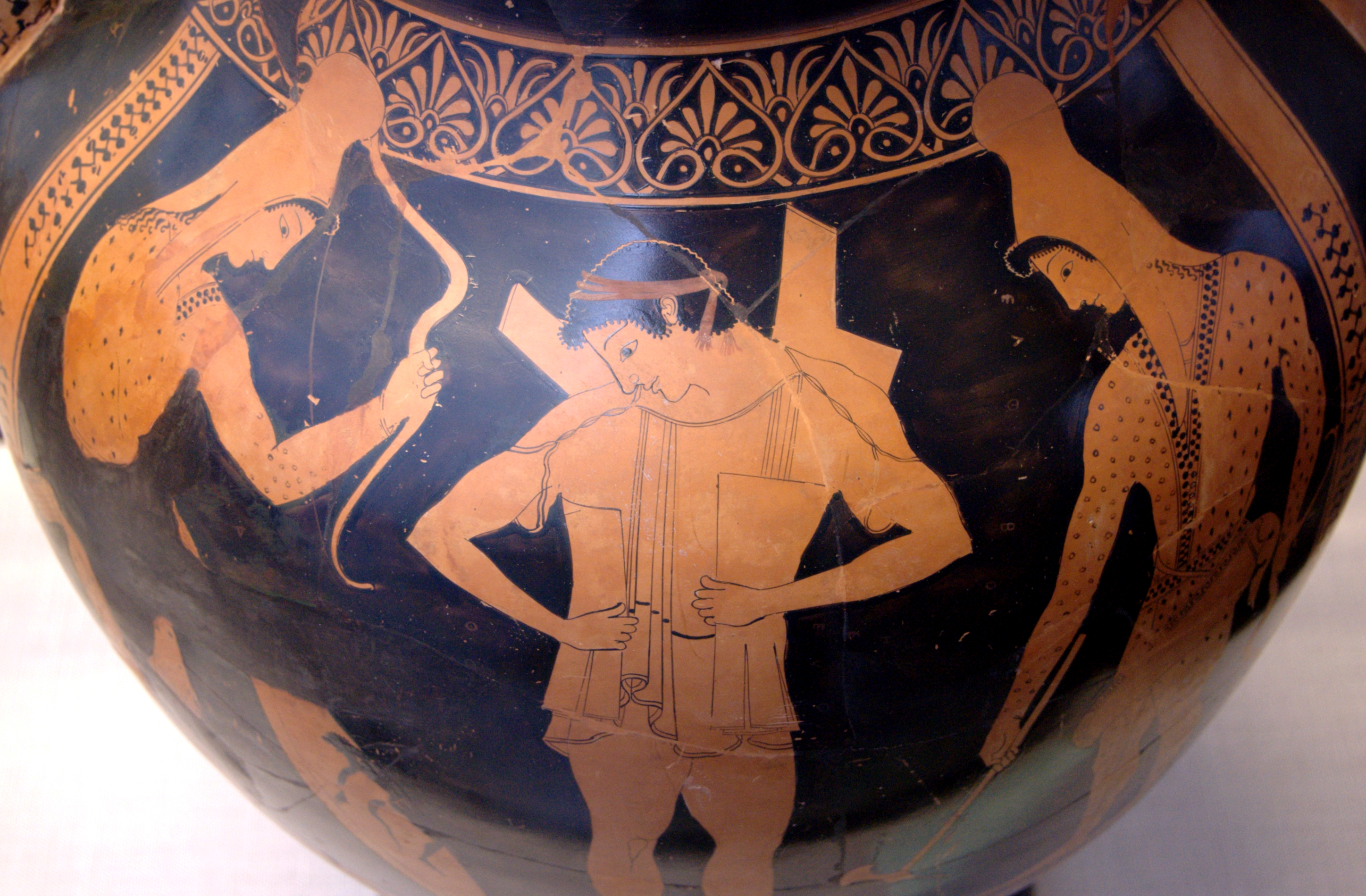
Hoplita poniéndose la armadura, cara A de la panza de un ánfora de figuras rojas, 510-500 a. C., Colecciones antiguas del Estado Bávaro (Inv. 2308).

La protección del hoplita estaba asegurada por un tipo de grebas (conocidas como cnémidas), un casco y una coraza de bronce, así como por un escudo circular de unos 90 cm de diámetro (el aspis), hecho también de bronce o de un armazón de madera o mimbre y recubierto de piel.
La principal originalidad de este hoplon, que constituirá el arma emblemática de los hoplitas, consistía, sin embargo, en no colgarse del cuello por una correa, sino por llevarse en el antebrazo izquierdo, embrazado por una abrazadera central y una correa periférica como asidero. De esto se derivaban dos consecuencias esenciales. Por un lado, el hoplita solo disponía del brazo derecho para manejar sus armas ofensivas: una lanza de madera (dory), de una longitud aproximada de 2,50 m, provista de una punta y de un contrapeso de hierro o de bronce, así como una espada corta (xifos) para la lucha cuerpo a cuerpo.
Por otro lado, la protección de su flanco derecho, relativamente descubierto, tenía que asegurarse por un compañero de fila dentro de una falange suficientemente compacta (habida cuenta asimismo de la limitación de visibilidad y agilidad de los combatientes impuesta por el casco y la coraza). Hay que admitir que esta doble innovación técnica y táctica coincide con una extensión del reclutamiento a todos aquellos que estaban en condiciones de dotarse de ese armamento (los zeugitas en Atenas) y, por tanto, con una relativa ampliación del cuerpo cívico más allá de los límites de la aristocracia tradicional.
La protohistoria de esta falange de hoplitas sigue siendo muy controvertida. ¿En qué fecha aparece, a mediados del siglo VII a. C.? ¿De repente o después de un periodo de tanteos? ¿Representa una revolución completa en relación con las modalidades de combate precedentes? ¿Fue causa o consecuencia de las mutaciones sociopolíticas contemporáneas y, en concreto, del surgimiento de la tiranía? ¿Qué ocurrió con la caballería que, según Aristóteles, había sido el arma favorita de las primeras ciudades aristocráticas?

## Evolución del armamento
El armamento del hoplita se simplificó y aligeró con el tiempo. Por lo general, desaparecieron los brazales, las musleras o quijotes, el tonelete o faldellín antiflechas, así como la segunda lanza utilizada como jabalina, elementos que a veces figuraban en las representaciones arcaicas.
La coraza modelada de bronce se sustituye por una casaca de lino o cuero reforzada con piezas metálicas. El conjunto seguía requiriendo una inversión importante, de al menos 100 dracmas áticas, lo que representaba aproximadamente el salario trimestral de un obrero medianamente cualificado. En la Atenas del siglo V a. C., un esfuerzo económico así solo podía exigirse a los ciudadanos que pertenecieran a una de las tres primeras clases censitarias, entre las cuales, la segunda, la de los zeugitas, constituía el grueso de los efectivos.

## La batalla

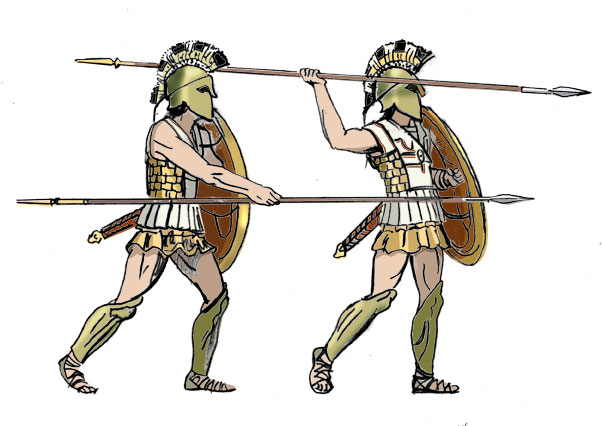
Los guerreros se muestran en dos posiciones de ataque.

La prueba decisiva que los aguardaba en una batalla con un plan preconcebido, que solía llamarse agón, igual que el certamen atlético y que globalmente estaba organizada de la misma manera con sacrificios preliminares, enfrentamiento en un campo delimitado y acciones de gracias acompañadas de ofrendas con frecuencia análogas (coronas, trípodes). El combate se desarrollaba lealmente, conforme a prácticas muy ritualizadas, sin buscar ningún efecto sorpresa.
Una vez que se había convenido con el enemigo un punto de encuentro, muy igualado, como por ejemplo una llanura labrantía, se formaba la falange con varias filas (ocho por regla general) para poder ejercer una presión colectiva y asegurar que se cubrían automáticamente los vacíos. Los intervalos entre los combatientes eran menores de un metro, de manera que un ejército de dimensiones medianas, por ejemplo 10 000 hombres, se extendía unos 2,5 km.
En las alas tomaban posición algunos contingentes de tropas ligeras y de caballería que se encargaban de oponerse a cualquier intento de desbordamiento y de contribuir, al principio y al final de la batalla, a crear confusión en las líneas enemigas. Después de asegurarse con un último sacrificio el favor divino, se iniciaba, en dirección al enemigo, distante unos centenares de metros, una marcha ordenada que solía terminar a paso ligero: los espartanos la realizaban en medio de un silencio impresionante, solo al son de la flauta, mientras que otros la acompañaban con fanfarrias a base de trompetas, gritos y peanes de ataque en honor de Ares Enialio.
El choque se producía frontalmente y solo daba lugar a unas pocas maniobras laterales, además de que la falange tenía una tendencia natural a avanzar oblicuamente hacia la derecha, por la sencilla razón de que cada uno de sus componentes tendía a desviarse imperceptiblemente por el lado opuesto al escudo en la dirección de su compañero de fila.
Salvo por rotura accidental del frente, era en las alas donde se decidía el resultado de la batalla: la primera ala derecha que conseguía mantenerse provocaba poco a poco la dislocación de la falange contraria. Los jefes no podían modificar realmente el curso de los acontecimientos, por falta sobre todo de tropas de reserva, con lo que seguían el pánico, el desconcierto y una breve caza de los fugitivos. 
La batalla concluía por parte del vencedor, con un peán de victoria en honor de Dioniso y Apolo, con la erección de un trofeo en el campo de batalla (un simple armazón de madera decorado con armas arrebatadas al enemigo), con el permiso para retirar a sus muertos y, de regreso a casa, con las preces acompañadas de sacrificios y banquetes.

## Las campañas
La batalla de hoplitas se resolvía a menudo en una mañana y solo mantenía momentáneamente a los ciudadanos alejados de sus ocupaciones cotidianas, dado que sobrevenía al término de una breve campaña, de unos días, como mucho, de unas semanas. Las hostilidades solían ser en una temporada en que estuvieran garantizadas las cosechas y se pudiera apropiarse de las del enemigo, así la intendencia se reducía al mínimo. Bastaba con que los movilizados se presentaran con algunas provisiones para el camino, y contar con el producto del pillaje o con la presencia de comerciantes.
Tampoco se requería mucha preocupación por la impedimenta, ya que cada uno se presentaba con sus armas, trajes de campaña —que ni siquiera tenían el aspecto de uniformes, salvo las túnicas escarlatas de los espartanos— y efectos personales cargados en una mula o llevados por un esclavo. La ruptura con la vida civil era mínima.
La atmósfera que reinaba en el ejército tampoco distaba mucho de la vida habitual. El arte de la persuasión se ejercía como en la asamblea, en forma de exhortaciones muy claras dirigidas frente de las tropas inmediatamente antes del ataque.

## Los oficiales
El mando supremo recalaba sobre magistrados elegidos por todo el pueblo, como los diez estrategos atenienses, que a menudo actuaban colegiadamente, y sus principales ayudantes, los taxiarcos, puestos a la cabeza de los contingentes de las diferentes tribus, salvo en Esparta, donde el mando recaía en los reyes o en algunos de sus parientes, rodeados por los compañeros de tienda que comprendían, entre otros, a los polemarcos elegidos y puestos al mando de los diferentes regimientos.
Una vez más la excepción es Esparta, cuyo ejército, según dice Tucídides (v, 66, 4) «está compuesto poco más o menos por mandos jerarquizados». Los oficiales subalternos en principio eran pocos, se mantenían durante el combate en la primera línea de sus unidades, llevaban solo unas pocas insignias distintivas (penachos o plumas en el casco) y sus funciones se prorrogaban automáticamente de una campaña a otra, no formando por tanto ninguna casta profesional.
Los hombres de la formación, dotados de armas idénticas, integraban unidades intercambiables, con excepción de los más jóvenes, que eran colocados en las primeras filas, y los más motivados, por ser los más interesados en el éxito de la operación, que ocupaban el ala derecha. En estas condiciones, la obediencia se basaba esencialmente en el consenso: los castigos, sobre todo de tipo corporal, estaban condicionados a un juicio en la debida forma ante un tribunal del ejército, a ser posible, ante los tribunales ordinarios de la ciudad.

## El valor
El valor de los hoplitas no era así fruto de una disciplina militar y, mucho menos, de una pasión guerrera que no deja sitio para el miedo (como lo prueba la prontitud en admitir la derrota). Con vistas sobre todo a garantizar la cohesión de la falange, el valor se basaba en una solidaridad bien entendida; consistía en no abandonar a los compañeros de combate y, por tanto, en permanecer firmes en su puesto. Este sentimiento se inculcaba permanentemente a los homoioi espartanos a través de toda la organización comunitaria de su vida cotidiana. En Atenas se reforzaba igualmente mediante el reagrupamiento de los combatientes en tribus, es decir, en tritías (la tercera parte de una tribu). Podían así actuar en el seno de la falange relaciones de ayuda fundadas en el parentesco, la amistad y la vecindad.

## El choque
La violencia de los choques individuales daba lugar a pérdidas relativamente importantes, estimadas en un 14% por parte de los vencidos y en un 5% por parte de los vencedores. Para contener o repeler a la fila del adversario, los hoplitas tenían que luchar cuerpo a cuerpo con su enemigo inmediato con la lanza y luego con la espada. En el momento más agudo de la batalla, el choque colectivo se descomponía en una serie de combates singulares.
La diferencia con la edad heroica es que los hoplitas no tenían que ir ellos autónomamente en pos de la hazaña, como en el caso de aquel espartano que quiso redimirse en Platea por haber sobrevivido en las Termópilas acusado por sus compatriotas de haber «abandonado la fila como un loco» porque «buscaba abiertamente la muerte para escapar a la vergüenza que pesaba sobre él», se encontró privado de honores (Heródoto, ix, 71). Como buen ciudadano, tendría que haber sometido su acción a cierta disciplina moral (sōphrosýnē) y tenido en cuenta los intereses de su colectividad.
Desde finales del siglo V a. C. se comienza a hacer extensivo el reclutamiento, de hecho si no de derecho: en Esparta, a alguno de la clase de los inferiores; en Atenas, a los tetes, que constituían la cuarta y última categoría censitaria.
Por otra parte, en el plano militar, la falange hoplita tuvo que contar cada vez más con la infantería ligera y sobre todo con el cuerpo semiligero de los peltastas, antes de tener que admitir su inferioridad ante la falange macedonia.
Simultáneamente crecía en el arte militar la importancia de la sorpresa, la astucia, la traición, la habilidad técnica. Los contemporáneos fueron muy conscientes de ello, como Demóstenes que, en el 341 a. C., en su Tercera Filípica (47-50), reconocía amargamente esta evolución. La infantería de hoplitas continuará siendo, hasta en las ciudades helenísticas, un arma noble por excelencia, y durante un tiempo seguirá desempeñando un papel esencial en las batallas llevadas según un plan previo que decidieron el curso de la historia.

## Agrupaciones espartanas
Las unidades variaron a lo largo del tiempo, pero un sistema representativo era el espartano. La agrupación básica era la enomotia formada por 34 hombres divididos en dos grupos de 17 soldados cada uno, con su respectivo jefe o enomotarca.
Dos enomotias constituían un pentekostys, integrado por 72 hombres mandado por un pentekonter elegido entre los enomotarcas, teniendo como auxiliar al restante.
Dos pentekostys formaban un lochos, unidad fundamental en el sistema hoplítico integrado por 144 hombres bajo la dirección de un lochagos.
Por último cuatro lochos formaban una mora dirigida por un polemarca, constituyendo la reunión de seis moras el ejército del estado espartano puesto bajo el mando de los dos reyes de Esparta.
La especial configuración de Esparta propició que el número total de ciudadanos que constituían el ejército, condicionado por los lotes de tierra asignados (kleros), no superara los 9000 hombres en el siglo VII a. C., descendiendo hasta los 3600 en el siglo IV a. C.
La dificultad y el tiempo necesarios para formar un hoplita propiciaría que Esparta intentara preservar al máximo sus efectivos hasta su ocaso en el siglo IV a. C.
El sistema de división propio de los ejércitos ciudadanos se mantendrá entre los contingentes mercenarios como en el caso de los hombres reclutados por Clearco, que permanecerán siempre bajo el mando directo del jefe militar o strategós que los ha reclutado, dividiéndose en lochos de 100 hombres subdivididos en dos grupos de 50 y diferentes enomotias. Los peltastas y las otras tropas ligeras se dividirán en taxis bajo el mando de taxiarcas.